# Spaces (social network)
Spaces è un social network russo popolare in Bielorussia, Russia, Armenia ed Ucraina.

## Descrizione
Sulla sua pagina Facebook si afferma che è la più grande rete sociale dedicata esclusivamente all'uso da cellulare nella Comunità degli Stati Indipendenti.
Alexa lo classifica come il 471° sito più popolare in Russia nel marzo 2013; il numero di connessioni è aumentato costantemente negli ultimi due anni.
Le statistiche di uso relative al browser mobile Opera Mini, che ha una percentuale del 57% del mercato in Russia, classificano Spaces come l'ottavo sito web più popolare in Russia nel settembre 2011.